# Centre pénitentiaire du Havre
Le centre pénitentiaire du Havre est un établissement pénitentiaire français situé dans le département de la Seine-Maritime en région Normandie, ouvert le 11 avril 2010.

## Histoire
Issu du programme 13 200, le centre pénitentiaire de la Seine-Maritime, situé à une quinzaine de kilomètres de la ville du Havre, au lieu dit« La Queue du Grill », est construit sur la commune de Saint-Aubin-Routot.
C'est le dernier établissement du 2e contrat Partenariat public-privé à être livré. Sa construction a été retardée de six semaines en raison de la découverte d’une marnière sous une grue, un aléa technique pris en charge par le constructeur. L’établissement, prévu pour 690 détenus, comprend plusieurs quartiers : maison d’arrêt (209 places), centre de détention (377 places), quartier mineur (13 places), semi-liberté (45 places), arrivants (30 places), isolement (12 places) et disciplinaire (14 places),.
Il entre en service le 11 avril 2010 et est inauguré par Michèle Alliot-Marie, ministre de la Justice, le 21 juillet 2010.
Cette mise en service a entrainé la fermeture de la maison d’arrêt du Havre, située en centre ville, établissement insalubre aux conditions de détention contraires aux normes en vigueur.
Le Contrôleur général des lieux de privation de liberté effectue une première visite en juillet 2011. Une seconde visite est organisée en janvier 2023. Le Contrôleur général note des manquements déontologiques de certains surveillants au sein de la prison.
En mars 2021, un premier cluster de contamination au coronavirus est détecté dans la prison. Un second est mis au jour au sein de la maison d'arrêt en septembre 2021. Un dépistage massif des 270 détenus de la maison d'arrêt est effectué et six détenus infectés sont placés à l'isolement en attente de leur complet rétablissement.
Le 28 décembre 2023, un détenu de 24 ans de la maison d'arrêt du centre pénitentiaire se suicide. Il succombe à ses blessures dans la nuit,,.  Selon l'Observatoire international des prisons, la densité carcérale de la maison d'arrêt du centre s'élève à 130% au 1er janvier 2023. Au 1er janvier 2025, elle s'élève à 158%.
Le 2 avril 2024, les délégués du bâtonnier effectuent pour la première fois une visite inopinée de la prison,.

## Statistiques de détention au1erjanvier 2025
Les capacités d'incarcération sont les suivantes au 1er janvier 2025 :
- Maison d'arrêt pour hommes
  - Nombre de cellules : 181
  - Places : 237
  - Détenus : 374

- Centre de détention pour hommes
  - Nombre de cellules : 379
  - Places : 391
  - Détenus : 377

- Quartier Mineurs hommes
  - Nombre de cellules : 13
  - Places : 15
  - Détenus : 7

- Quartiers Semi-liberté hommes
  - Nombre de cellules : 35
  - Places : 45
  - Détenus : 12